# Llista de comtats de Maryland

L'estat estatunidenc de Maryland té 23 comtats i una ciutat independent (la ciutat de Baltimore). La majoria dels comtats de l'estat són anomenats en honor dels familiars dels barons de Baltimore, que eren propietaris de Maryland des del seu establiment com a colònia en 1634 fins a 1771. Aquests barons, de la família Calvert, eren catòlics i al principi, George Calvert, 1r Baró de Baltimore, volia fer de Maryland un refugi per als catòlics anglesos. Tot i això, Maryland sempre ha tingut una majoria de protestants.
A Maryland, el comtat és el nivell bàsic d'administració local. Segons la llei estatal, els comtats (i la ciutat de Baltimore) exerceixen poders que són reservats per l'estat o per municipis en molts altres estats, com l'administració d'escoles. Així, hi ha pocs incentius per una comunitat a fer-se poble «incorporat» (amb administració local). Molts dels ciutats més grans de l'estat no estan incorporats, com Silver Spring, Bethesda, Columbia, i Towson.
L'abreviació postal de Maryland és MD i el seu codi FIPS d'estat és el 24.

## Llista dels comtats
| Comtat                    | Codi FIPS | Seu del comtat   | Establiment | Origen | Etimologia | Població | Superfície | Mapa                                                    |
| ------------------------- | --------- | ---------------- | ----------- | --- | --- | -------- | ---------- | ------------------------------------------------------- |
| Comtat d'Allegany         | 001       | Cumberland       | 1789        | Part del comtat de Washington                                                                                   | De la paraula lenape oolikhanna, que significa «bonic rierol»                                                              | 75.087   | 1.114 km²  | Mapa de Maryland destacant el Comtat d'Allegany         |
| Comtat d'Anne Arundel     | 003       | Annapolis        | 1650        | Part del comtat de Saint Mary's                                                                                 | En honor de Anne Arundell, esposa de Cecil Calvert, 2n Baró de Baltimore i Propietari de Maryland                          | 537.656  | 1.523 km²  | Mapa de Maryland destacant el Comtat d'Anne Arundel     |
| Comtat de Baltimore       | 005       | Towson           | 1659        | De territori no organitzat                                                                                      | En honor de Cecil Calvert, 2n Baró de Baltimore i Propietari de Maryland                                                   | 805.029  | 1.766 km²  | Mapa de Maryland destacant el Comtat de Baltimore       |
| Ciutat de Baltimore       | 510       | Baltimore        | 1851        | Fundat el 1729. Seperat del comtat de Baltimore l'any 1851                                                      | En honor de Cecil Calvert, 2n Baró de Baltimore i Propietari de Maryland                                                   | 620.961  | 238 km²    | Mapa de Maryland destacant la ciutat de Baltimore       |
| Comtat de Calvert         | 009       | Prince Frederick | 1654        | Establit com a Patuxent County. Anomenat «Calvert» l'any 1658                                                   | La família Calvert. Abans de l'any 1658 en honor dels indis del tribu patuxent                                             | 88.737   | 894 km²    | Mapa de Maryland destacant el Comtat de Calvert         |
| Comtat de Caroline        | 011       | Denton           | 1773        | De parts dels comtats de Dorchester i Queen Anne's                                                              | En honor de Lady Caroline Eden, filla de Charles Calvert, 5è Baró de Baltimore                                             | 33.066   | 844 km²    | Mapa de Maryland destacant el Comtat de Caroline        |
| Comtat de Carroll         | 013       | Westminster      | 1837        | De parts dels comtats de Baltimore i Frederick                                                                  | En honor de Charles Carroll de Carrolton, representant al Congrés Continental i signatari de la Declaració d'Independència | 167.134  | 1.171 km²  | Mapa de Maryland destacant el Comtat de Carroll         |
| Comtat de Cecil           | 015       | Elkton           | 1672        | De parts dels comtats de Baltimore i Kent                                                                       | En honor de Cecil Calvert, 2n Baró de Baltimore i Propietari de Maryland                                                   | 101.108  | 1.083 km²  | Mapa de Maryland destacant el Comtat de Cecil           |
| Comtat de Charles         | 017       | La Plata         | 1658        | De territori no organitzat                                                                                      | En honor de Charles Calvert, 3r Baró de Baltimore i 2n Propietari de Maryland                                              | 146.551  | 1.665 km²  | Mapa de Maryland destacant el Comtat de Charles         |
| Comtat de Dorchester      | 019       | Cambridge        | 1668        | De territori no organitzat                                                                                      | Dorchester (Dorset) , Anglaterra; el Comte de Dorset era un amic de la família Calvert                                     | 32.618   | 2.546 km²  | Mapa de Maryland destacant el Comtat de Dorchester      |
| Comtat de Frederick       | 021       | Frederick        | 1741        | De part del comtat de Prince George's                                                                           | En honor de Frederick Calvert, 6è Baró de Baltimore i últim Propietari de Maryland                                         | 233.385  | 1.728 km²  | Mapa de Maryland destacant el Comtat de Frederick       |
| Comtat de Garrett         | 023       | Oakland          | 1872        | De part del comtat de Allegany                                                                                  | En honor de John Work Garrett, president del Baltimore and Ohio Railroad                                                   | 30.097   | 1.699 km²  | Mapa de Maryland destacant el Comtat de Garrett         |
| Comtat de Harford         | 025       | Bel Air          | 1773        | De part del comtat de Baltimore                                                                                 | En honor de Henry Harford, fill il·legítim de Frederick Calvert, 6è Baró de Baltimore                                      | 244.826  | 1.365 km²  | Mapa de Maryland destacant el Comtat de Harford         |
| Comtat de Howard          | 027       | Ellicott City    | 1851        | De parts dels comtats de Anne Arundel i Baltimore                                                               | En honor de John Eager Howard, oficial durant la Revolució Americana i governador de Maryland                              | 287.085  | 658 km²    | Mapa de Maryland destacant el Comtat de Howard          |
| Comtat de Kent            | 029       | Chestertown      | 1642        | De territori no organitzat                                                                                      | Del comtat anglès de Kent                                                                                                  | 20.197   | 1.072 km²  | Mapa de Maryland destacant el Comtat de Kent            |
| Comtat de Montgomery      | 031       | Rockville        | 1776        | De part del comtat de Frederick                                                                                 | En honor de Richard Montgomery, general durant la Revolució Americana                                                      | 971.777  | 1.313 km²  | Mapa de Maryland destacant el Comtat de Montgomery      |
| Comtat de Prince George's | 033       | Upper Marlboro   | 1696        | De parts dels comtats de Calvert i Charles                                                                      | En honor del príncep Jordi de Dinamarca, marit de la reina Anna de la Gran Bretanya                                        | 863.420  | 1.313 km²  | Mapa de Maryland destacant el Comtat de Prince George's |
| Comtat de Queen Anne's    | 035       | Centreville      | 1706        | De part del comtat de Talbot                                                                                    | En honor de Anna de la Gran Bretanya                                                                                       | 47.798   | 1.321 km²  | Mapa de Maryland destacant el Comtat de Queen Anne's    |
| Comtat de Saint Mary's    | 037       | Leonardtown      | 1637        | De territori no organitzat. Fou anomenat el comtat de Potomac entre 1654 i 1658, durant la Guerra Civil Anglesa | En honor de la Verge Maria. El primer comtat d'una colònia que havia de ser un refugi per als catòlics                     | 105.151  | 1.582 km²  | Mapa de Maryland destacant el Comtat de Saint Mary      |
| Comtat de Somerset        | 039       | Princess Anne    | 1666        | De territori no organitzat                                                                                      | En honor de Mary, Lady Somerset, cunyada de Cecil Calvert, 2n Baró de Baltimore                                            | 26.470   | 1.582 km²  | Mapa de Maryland destacant el Comtat de Somerset        |
| Comtat de Talbot          | 041       | Easton           | 1662        | De part del comtat de Kent                                                                                      | En honor de Grace, Lady Talbot, germana de Cecil Calvert, 2n Baró de Baltimore                                             | 37.782   | 1.235 km²  | Mapa de Maryland destacant el Comtat de Talbot          |
| Comtat de Washington      | 043       | Hagerstown       | 1776        | De part del comtat de Frederick                                                                                 | En honor de George Washington general major durant la Revolució Americana i primer president dels Estats Units             | 147.430  | 1.212 km²  | Mapa de Maryland destacant el Comtat de Washington      |
| Comtat de Wicomico        | 045       | Salisbury        | 1867        | De parts dels comtats de Somerset i Worcester                                                                   | Del riu Wicomico; en lenape, wicko mekee significava «un lloc on es construeix cases», possiblement referint-se a un poble | 98.733   | 1.036 km²  | Mapa de Maryland destacant el Comtat de Wicomico        |
| Comtat de Worcester       | 047       | Snow Hill        | 1742        | De part del comtat de Somerset i Worcester                                                                      | En honor de Mary Arundell, esposa del Senyor John Somerset i fill del 1r Marquès de Worcester i germana de Anne Arundell   | 51.454   | 1.800 km²  | Mapa de Maryland destacant el Comtat de Worcester       |